# Sylwester Pawłowski
Sylwester Stefan Pawłowski (Łódź; 13 de Setembro de 1958 — ) é um político da Polónia. Ele foi eleito para a Sejm em 25 de Setembro de 2005 com 12469 votos em 9 no distrito de Łódź, candidato pelas listas do partido Sojusz Lewicy Demokratycznej.